# 阿佐慶涼子
阿佐慶 涼子（あさげ りょうこ、1965年（昭和40年）6月5日 - ）は、沖縄テレビ放送営業局営業促進部長、元アナウンサー。

## 人物
- 沖縄県立那覇高等学校、沖縄キリスト教短期大学を卒業後、1986年入社。
- 短大時代にラジオ沖縄のDJアシスタントを経験。
- 後にアナウンサーのローテーション管理、ニュースの取材・選定・構成、イベントの司会もこなしていた。
- 現在所属の営業促進部は本社内で各支社をサポートする部署。主に沖縄エリアにおける支社関連スポンサーをフォローしている[2]。

## アナウンサー時代の担当番組
- ホーメル夢色飛行船（1987年5月3日 - 1988年3月）
- OTVイブニングワイド（-1992.3）
- 気まぐれワンダーランド（1991.4-1992.3）
- じゃかALIVE（サブMC 1992.4-1994.3）
- OTVスーパータイム（1992.4-1997.3）
- じゃか2ALIVE（サブMC 1994.4-1997.3）
- OTVニュース555 ザ・ヒューマン（月－水曜 1997.4-1998.3）
- OTVスーパーニュース（1998.4-2009.3、途中産休あり）
- おきなわテレビ研究所（1999.4-1999.6）
- FNNスピーク（火・木）
- 郷土劇場（不定期）
- OTV開局30周年記念「気分はバックドロップ!ミッドナイトお茶目組」（1989年11月4日  - 11月5日）※大平シローと司会
- ありがとう&さよなら夜のヒットスタジオ (1990年10月3日) ※OTVのスタジオから堺正章、松坂慶子と出演。OTVに寄せられた電話リクエストの状況のリポートを担当。